# Watrous, Saskatchewan
Watrous är en ort i Kanada.   Den ligger i provinsen Saskatchewan, i den sydöstra delen av landet, 2 300 km väster om huvudstaden Ottawa. Watrous ligger 543 meter över havet och antalet invånare är 1 689.
Terrängen runt Watrous är platt. Runt Watrous är det mycket glesbefolkat, med 3 invånare per kvadratkilometer.. Det finns inga andra samhällen i närheten.
Trakten runt Watrous består till största delen av jordbruksmark.